# 广西金融广场
廣西金融廣場是中國廣西壯族自治區首府南寧市的一座複合型建築，於2017年竣工，是一棟摩天大樓高326公尺、68層樓，是南寧市第四高樓。